# Homo naledi
Homo naledi (Berger et al., 2015) è un ominide estinto appartenente al genere Homo. I suoi resti fossili furono rinvenuti nel 2013 nella Dinaledi Chamber, caverna facente parte della Rising Star Cave un sistema di caverne del Sudafrica, vicino a Johannesburg 
scoperte nello stesso anno.
Nella caverna sono stati ritrovati oltre 1.500 elementi fossili, appartenenti ad almeno 15 esemplari diversi, il che fa di Homo naledi la specie fossile meglio conosciuta nella linea evolutiva dell'Homo sapiens.

## Descrizione

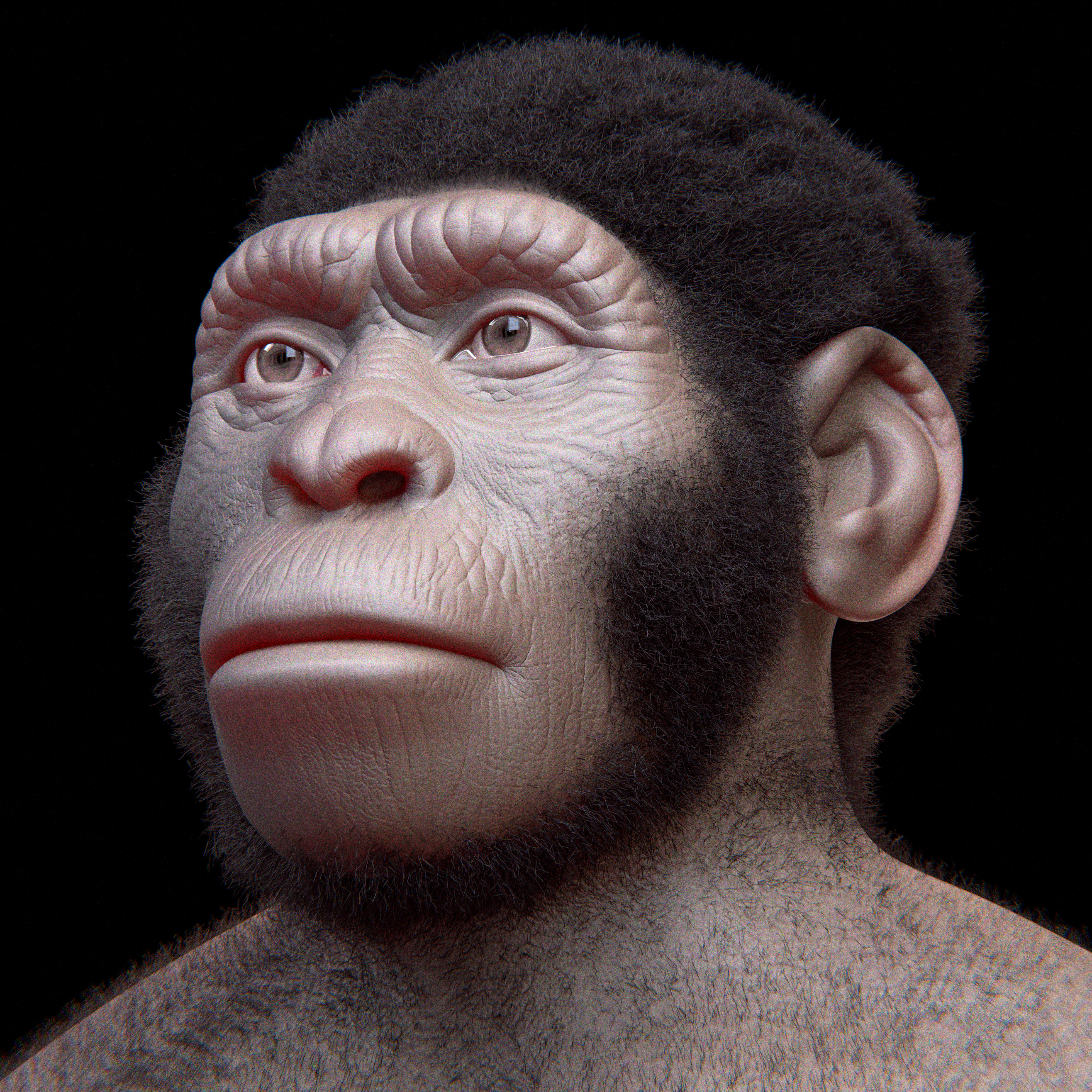
Ricostruzione facciale di Homo naledi

Rinvenuto nel 2013 in Sud Africa nella Dinaledi Chamber, caverna facente parte del complesso delle Rising Star cave, Homo naledi è stato descritto come nuova specie nel 2015. L'età dei reperti non è nota con sicurezza, anche se recenti ricerche datano i fossili ad un periodo compreso tra 335.000 e 236.000 anni fa. 

Questa specie, alta circa 150 cm, mostra caratteristiche intermedie tra Australopithecus e Homo: la morfologia del cranio, della mandibola e dei denti sono simili a quelli delle altre specie di Homo, ma le dimensioni del cervello, grande all'incirca come un'arancia, sono comparabili a quelle di Australopithecus; gli arti inferiori hanno una forma molto simile a quella di Homo sapiens mentre la conformazione del bacino ricorda quella di Australopithecus afarensis; le proporzioni delle dita della mano sono simili a quelle dell'essere umano di oggi ma le falangi prossimali sono estremamente ricurve, anche in misura maggiore rispetto a qualsiasi australopiteco. La forma delle vertebre è simile a quelle delle specie del genere Homo del Pleistocene, mentre la cassa toracica si allarga nella parte inferiore come in Australopithecus afarensis. Presso la Culla dell'Umanità, si sono rinvenute tracce di sepoltura e di incisioni rupestri realizzate dall'Homo naledi, che precedono di 100.000 anni quelle dell'Homo sapiens.[ La comunità scientifica però si riserva estrema cautela su ipotesi di questo tipo,almeno al momento]

## Galleria d'immagini

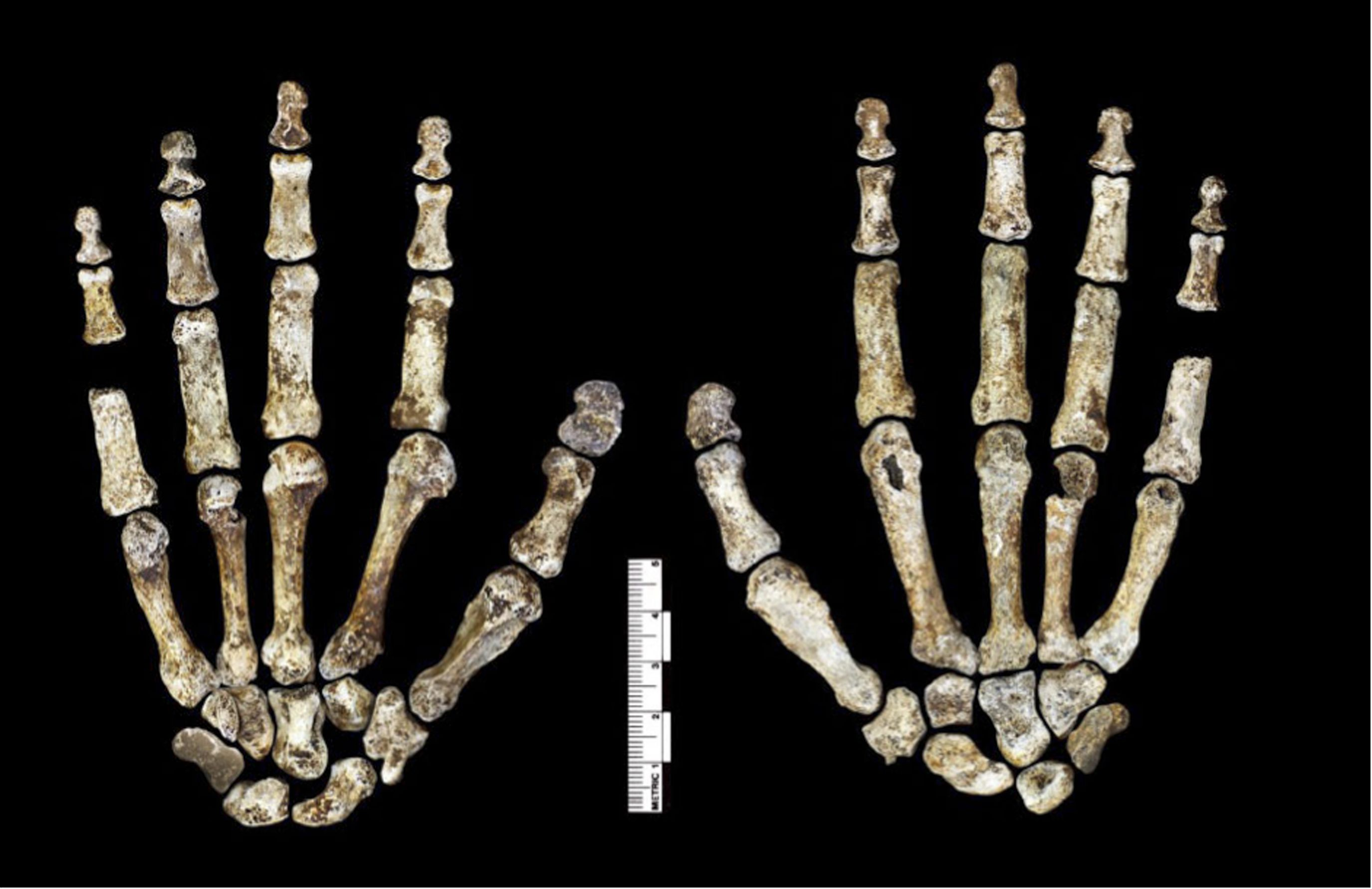
mano
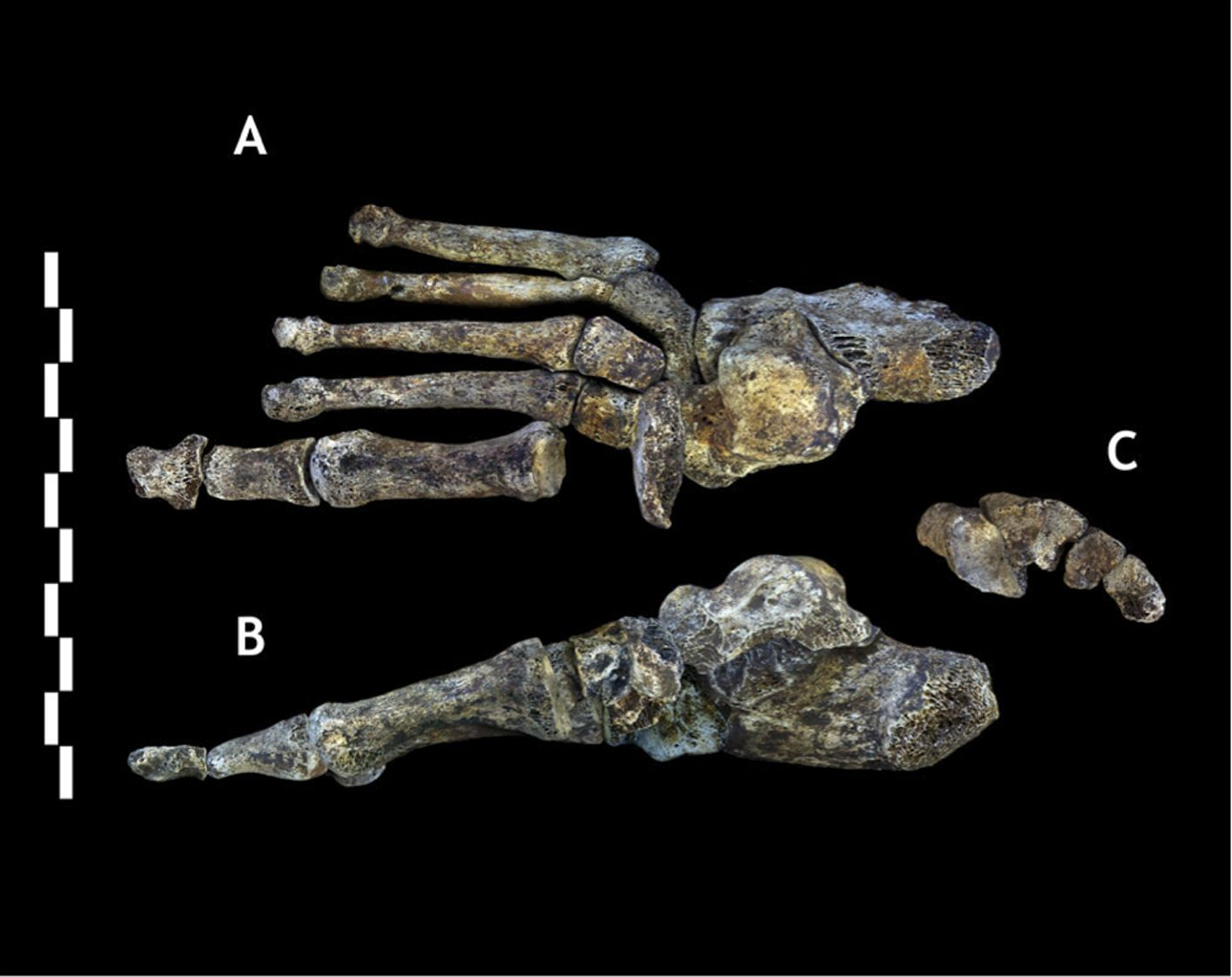
piede
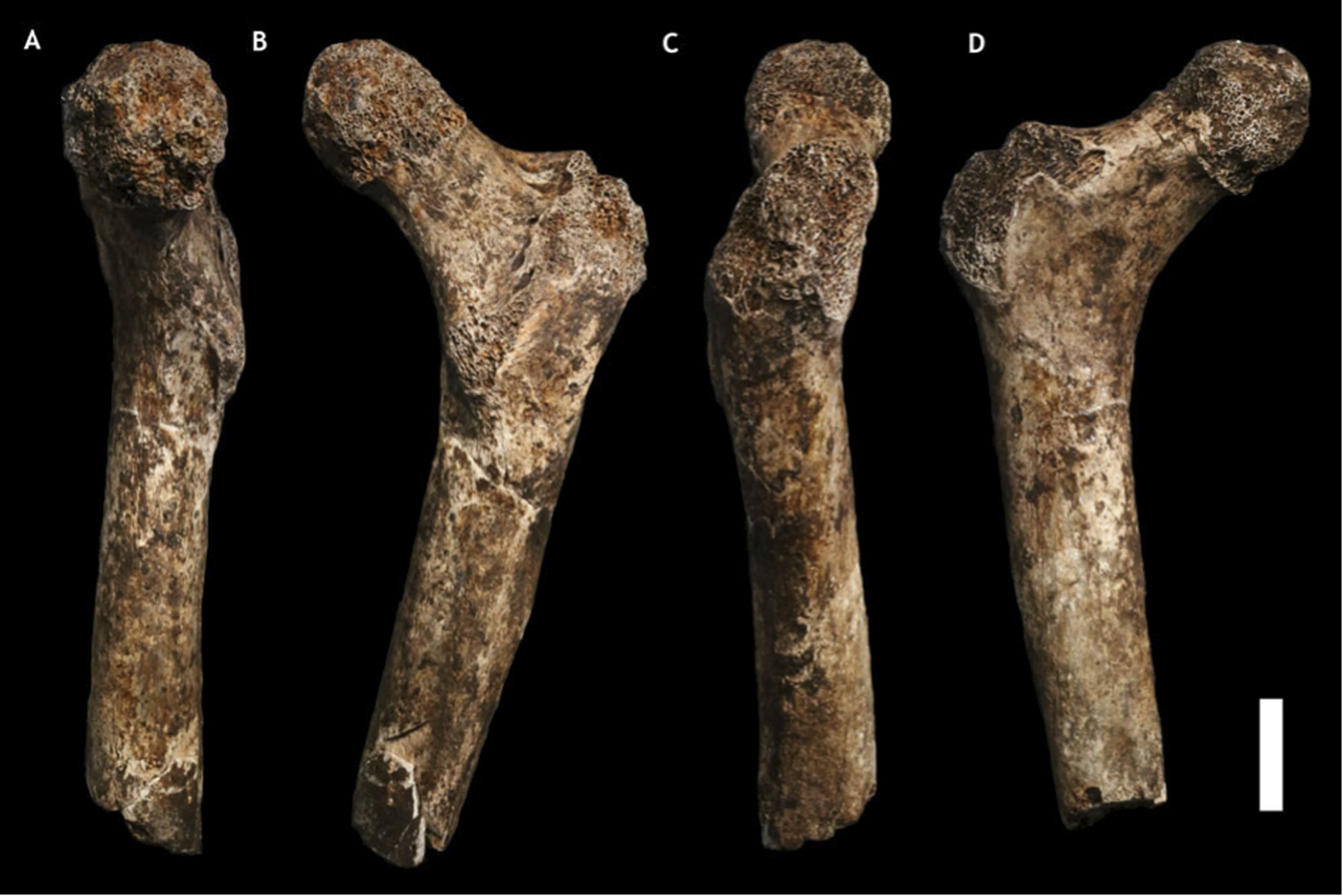
femore
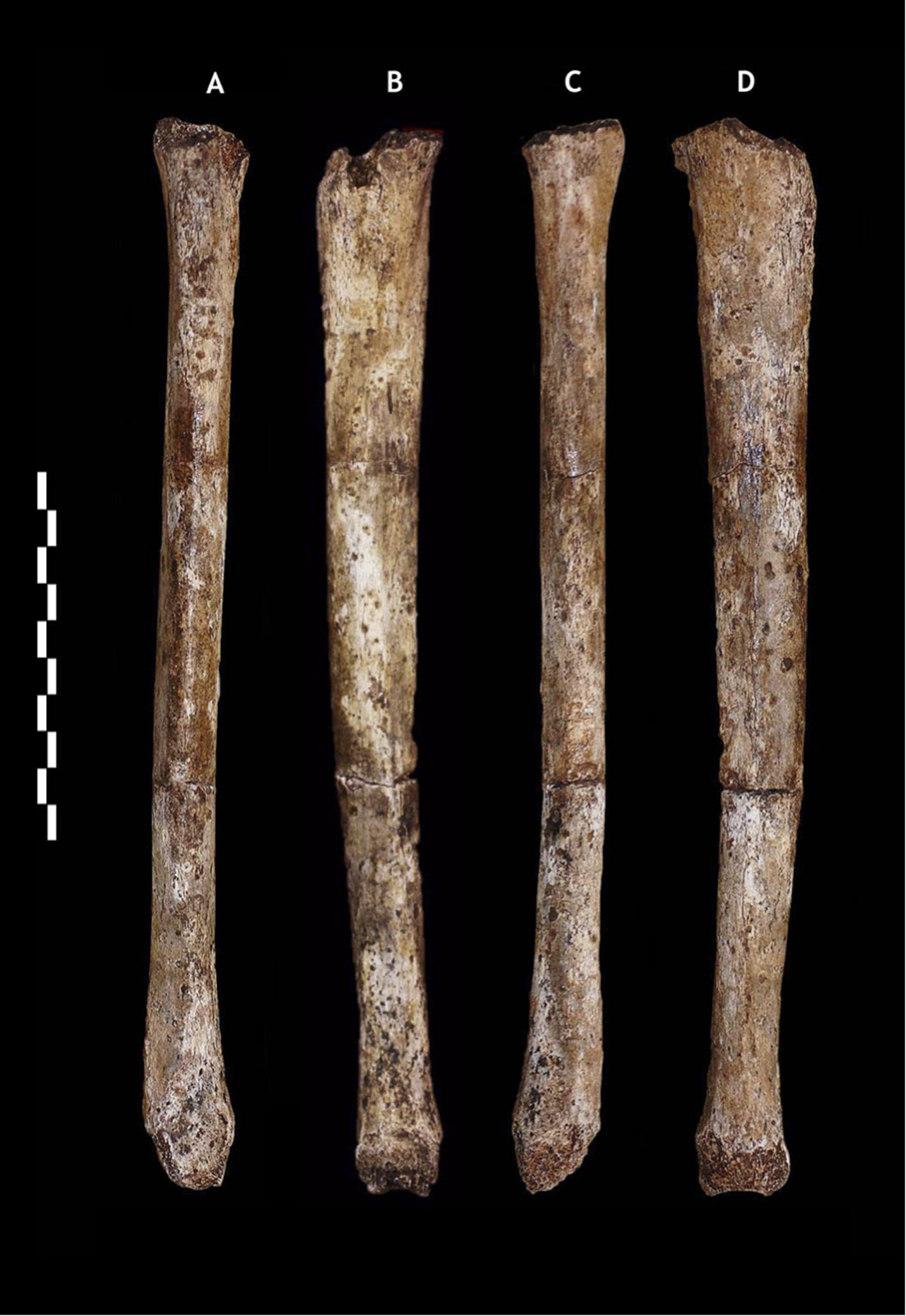
tibia
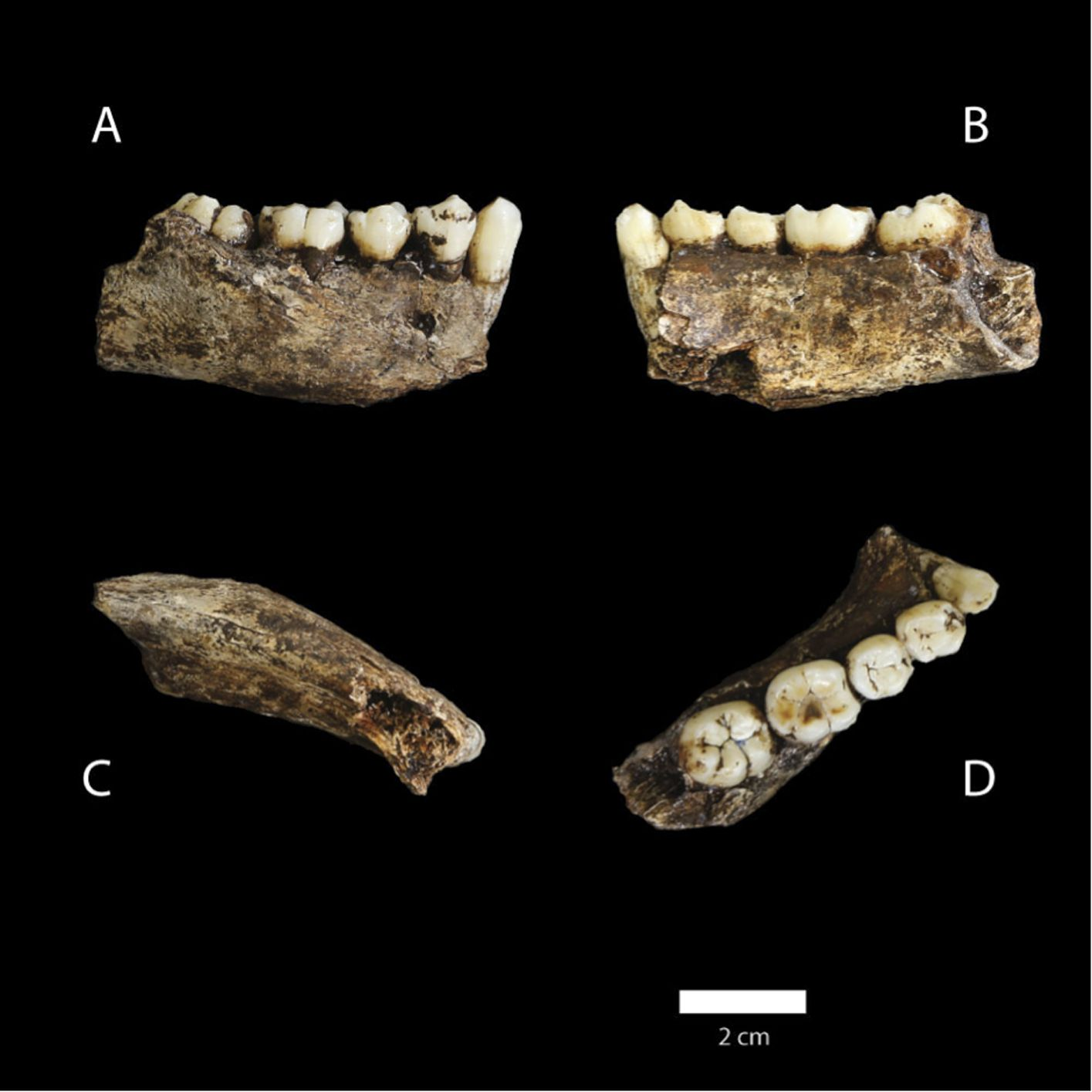
mandibola

### Annotazioni
1. ↑  dal sesotho: naledi = "stella"

### Fonti
1. 1 2 3  
(EN) Lee Roger Berger, John Hawks, Darryl J. de Ruiter, Steven E. Churchill, Peter Schmid, Lucas K. Delezene, Tracy L. Kivell, Heather M. Garvin, Scott A. Williams, Jeremy M. DeSilva, Matthew M. Skinner, Charles M. Musiba, Noel Cameron, Trenton W. Holliday, William Harcourt-Smith, Rebecca R. Ackermann, Markus Bastir, Barry Bogin, Debra Bolter, Juliet Brophy, Zachary D. Cofran, Kimberly A. Congdon, Andrew S. Deane, Mana Dembo, Michelle Drapeau, Marina C. Elliott, Elen M. Feuerriegel, Daniel Garcia-Martinez, David J. Green, Alia Gurtov, Joel D. Irish, Ashley Kruger, Myra F. Laird, Damiano Marchi, Marc R. Meyer, Shahed Nalla, Enquye W. Negash, Caley M. Orr, Davorka Radovcic, Lauren Schroeder, Jill E. Scott, Zachary Throckmorton, Matthew W. Tocheri, Caroline VanSickle, Christopher S. Walker, Pianpian Wei, Bernhard Zipfel, Homo naledi, a new species of the genus Homo from the Dinaledi Chamber, South Africa, in eLife, eLife Sciences Publications, Ltd., 10 settembre 2015, DOI:10.7554/eLife.09560, ISSN 2050-084X (WC · ACNP). URL consultato il 10 settembre 2015.
2. ↑   Homo naledi, la nuova specie umana scoperta in Sudafrica, in National Geographic. URL consultato il 10-9-2015 (archiviato dall'url originale il 14 settembre 2015).
3. ↑  (EN) Paul HGM Dirks, Eric M. Roberts e Hannah Hilbert-Wolf, The age of Homo naledi and associated sediments in the Rising Star Cave, South Africa, in eLife, vol. 6, 9 maggio 2017,  pp. e24231, DOI:10.7554/eLife.24231. URL consultato l'11 maggio 2017.
4. ↑  (EN) Lee R. Berger, John Hawks e Paul HGM Dirks, Homo naledi and Pleistocene hominin evolution in subequatorial Africa, in eLife, vol. 6, 9 maggio 2017,  pp. e24234, DOI:10.7554/eLife.24234. URL consultato l'11 maggio 2017.
5. ↑  Cfr. D. Marchi, Il mistero di homo naledi, Mondadori, Milano, 2016.
6. ↑  (EN) Ashley Strickland, Homo naledi buried their dead 100,000 years before humans, su CNN, 5 giugno 2023. URL consultato l'8 giugno 2023.